# Чертоза ди Галуццо
Чертоза ди Галуццо, Чертоза-ди-Фиренце (итал. La Certosa di Galluzzo, La Certosa di Firenze) — бывший картезианский монастырь в Тоскане (Италия). Расположен на горе Акуто (Монте-Акуто), примерно в пяти километрах к югу от центра Флоренции, в районе Галуццо, недалеко от слияния рек Эма и Греве. Отсюда старое название монастыря: Чертоза ди Валь д’Эма («В долине реки Эма»).

## История
Никколо Аччайоли (Niccolò Acciaiuoli), великий сенешаль Неаполитанского королевства и член одной из самых прославленных флорентийских семей, сформулировал в своем завещании от 1338 года желание основать картезианский монастырь. Акт дарения монастыря датируется 1342 годом. После его смерти в 1365 году здания монастыря были почти завершены. Помимо построек для картезианской общины, на территории монастыря должны были быть возведены дворец для семьи дарителя (Палаццо Аччьяйоли) и Оспициум (Оспедале) — приют на пятьдесят паломников. Однако проект не был завершён.
В последующие столетия существования монастыря его одаривали многие состоятельные флорентийцы, в результате чего он накопил большое количество произведений искусства. Однако в 1810 году в период наполеоновского правления в связи с упразднением религиозных орденов монастырь лишился около пятисот произведений и был закрыт. Восстановлен в 1818 году.
В 1895 году здания монастыря пострадали от землетрясения. Реставрация была завершена только в 1958 году. После долгого перерыва, с 1866 по 1958 год, монастырь снова заняла картезианская община, после чего он перешел к цистерцианскому ордену. В отличие от картезианцев, этот орден открывает двери монастыря всем посетителям.
В Новое время в постройках монастыря располагаются художественный музей и различные просветительские организации. В 2002 году монастырь создал в Интернете обширную базу данных цистерцианских монастырей по всему миру.

## Архитектура и произведения искусства
Чертоза-дель-Галуццо занимает площадь 16 000 м². Монастырь обнесён крепостной стеной и построен по образцам картезианской архитектуры, в том числе первой обители картезианцев Гранд-Шартрёз 1084 года, постройки, находящейся во Франции севернее Гренобля. Комплекс состоит из нескольких строений культового и вспомогательного — хозяйственного назначения, расположенных вокруг большого внутреннего двора: церковь, капитул, сакристия, трапезная, мастерские, дома для монахов и мирян, сад и огород.
Палаццо Аччьяйоли возведено для семьи основателя монастыря по проекту Якопо Пассаванти и Якопо Таленти. В XIV веке дворец имел один этаж, но позднее, в XVI веке был достроен второй. В Палаццо размещается художественный музей — Пинакотека, в которой представлены работы итальянских художников XV—XVI веков. Главное сокровище — пять фресок-люнетов на темы Страстей Христовых работы Якопо Понтормо и его помощника Аньоло Бронзино (1523), снятых со стен церкви в 1952 году, сильно пострадавших, но частично восстановленных, а также их копии, сделанные в конце XVI века разными художниками: Людовико Карди по прозванию «il Cigoli» (Моление в саду), Якопо Лигоцци (Христос перед Пилатом), Джован Баттиста Нальдини (Восхождение на Голгофу), анонимным скандинавским живописцем (Положение во гроб) и Эмполи (Воскресение). Кроме того, в Пинакотеке имеются «Мадонна с Младенцем и святыми» Пьетро Перуджино, «Святой Петр Веронский и мученик святой Георгий» Ридольфо Гирландайо и многие другие произведения.
За Палаццо находится большой внутренний двор монастыря, «Великая обитель», который напоминает прямоугольную площадь, окружённую аркадой с шестьюдесятью шестью терракотовыми бюстами апостолов, евангелистов и основателей религиозных орденов работы Джованни дела Роббиа 1520—1523 годов. Вокруг двора расположены монашеские кельи. Они представляют собой маленькие двухуровневые помещения, в которых монахи вели свой затворнический образ жизни, выходя только в особых случаях, например в воскресенье и праздники для общей молитвы и обеда.
Монастырская церковь Сан Лоренцо была построена в 1341—1394 годах. Но каменный фасад, выходящий на двор, был пристроен Джованни Фанчелли в 1556 году. Его украшают две статуи: Святого Лаврентия и Святого Бруно — покровителя ордена картезианцев. Внутри церкви особенно интересен главный алтарь. Его фрески с изображением похорон и вознесения Святого Бруно выполнены Бернардино Почетти в 1592 году. Скульптуры в алтаре заменяют изначальные работы Джамболоньи, утраченные во время наполеоновской оккупации. Фрески сводов выполнены Орацио Фидани в 1653—1655 годах.
В крипте церкви находятся захоронения членов семьи Аччьяйоли. Саркофаг кардинала Анджело Аччьяйоли в Капелле Святого Андрея выполнен скорее всего Франческо да Сангалло. Капелла Товита с гробницей Никколо Аччьяйоли выполнена в мастерской Андреа Орканьи и украшена фресками Бернардино Почетти.
Произведения искусства находятся и в других монастырских помещениях. Зал капитула, в котором собиралось руководство монастыря, украшает фреска «Распятие» работы Альбертинелли 1506 года. Люнет двери трапезной украшен изображением Святого Лаврентия между двумя ангелами, выполненным Бенедетто да Майано в 1496 году.

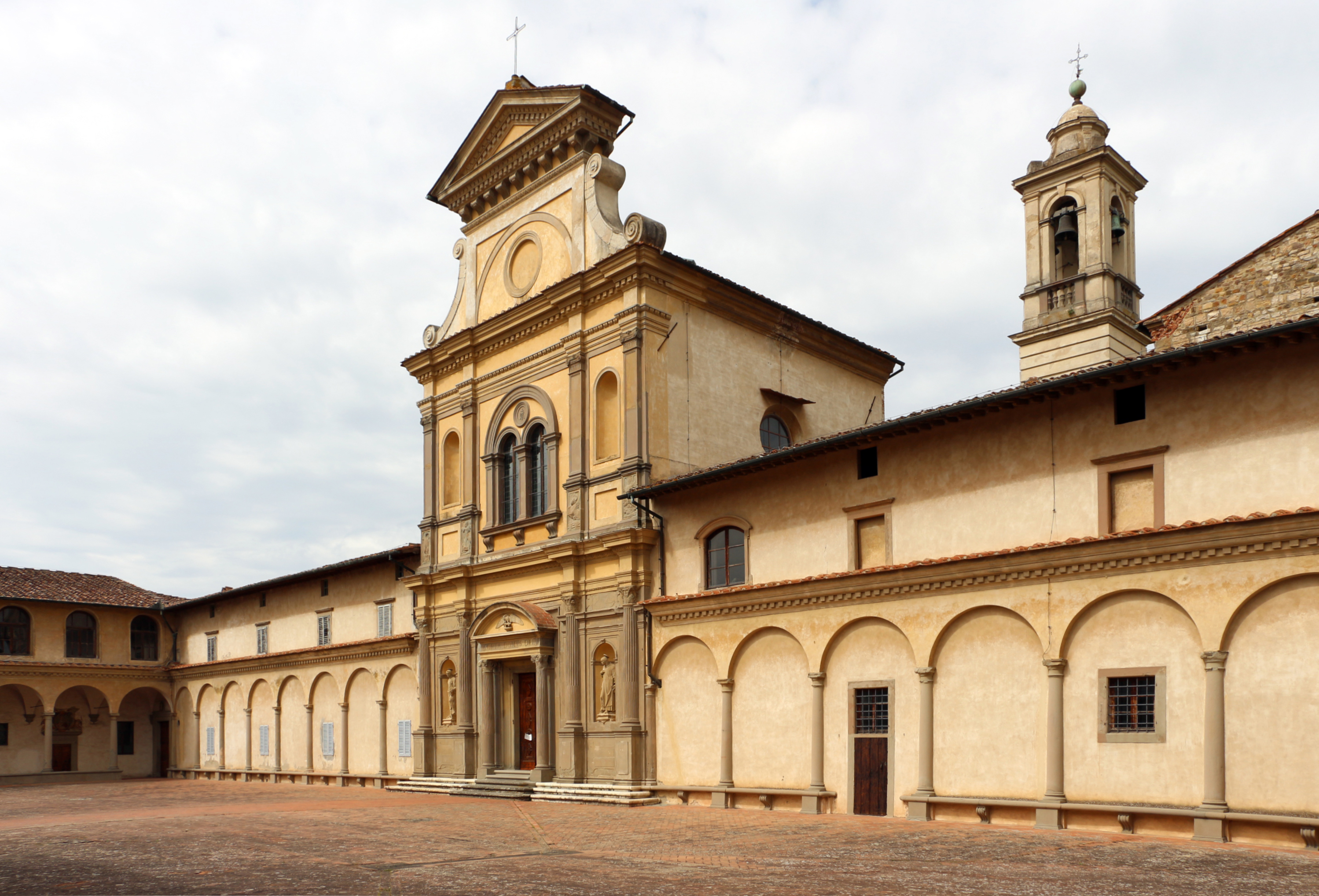
Церковь Сан-Лоренцо и Большой двор монастыря
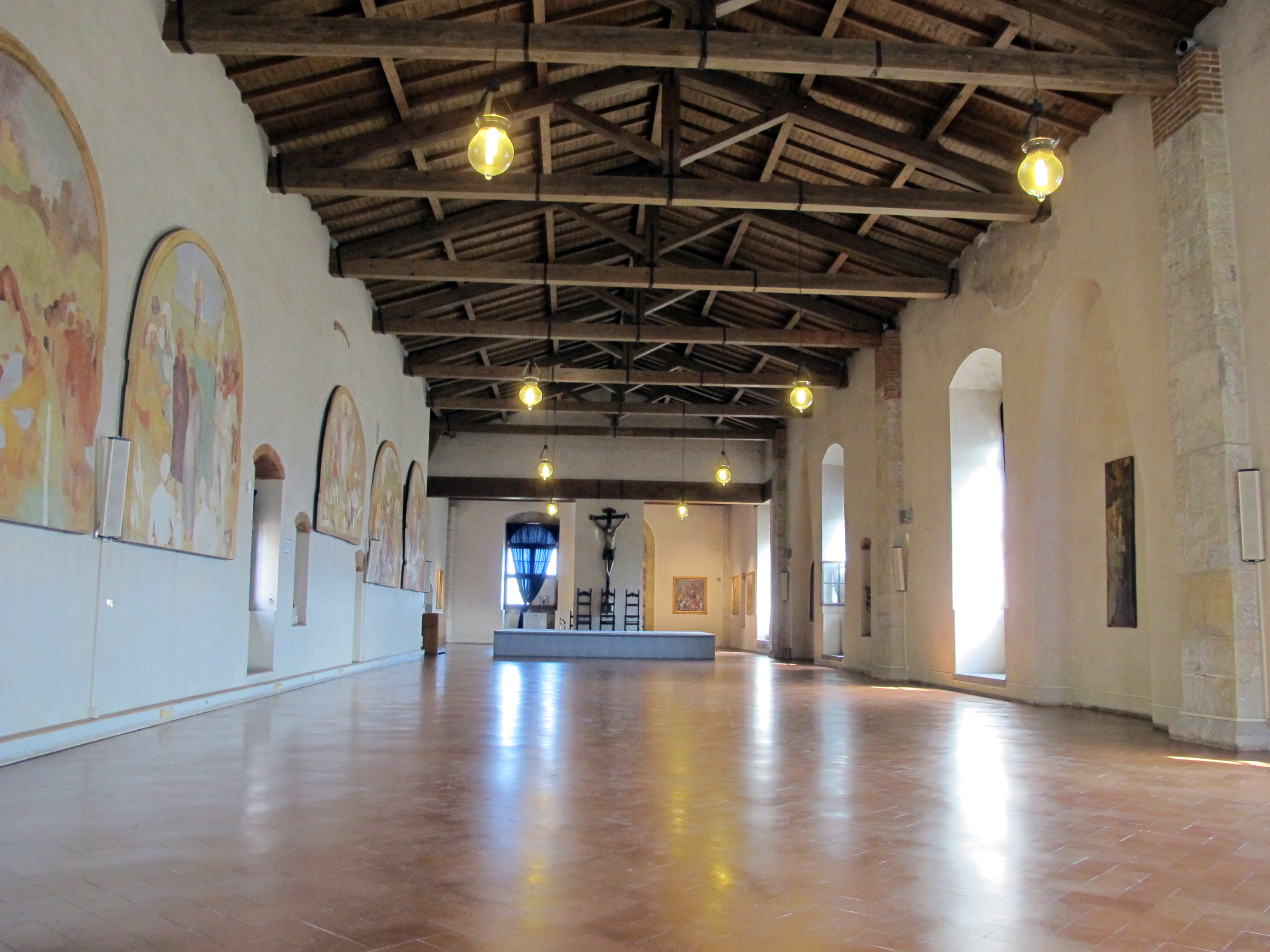
Интерьер Палаццо Аччьяйоли. Пинакотека с фресками Понтормо:
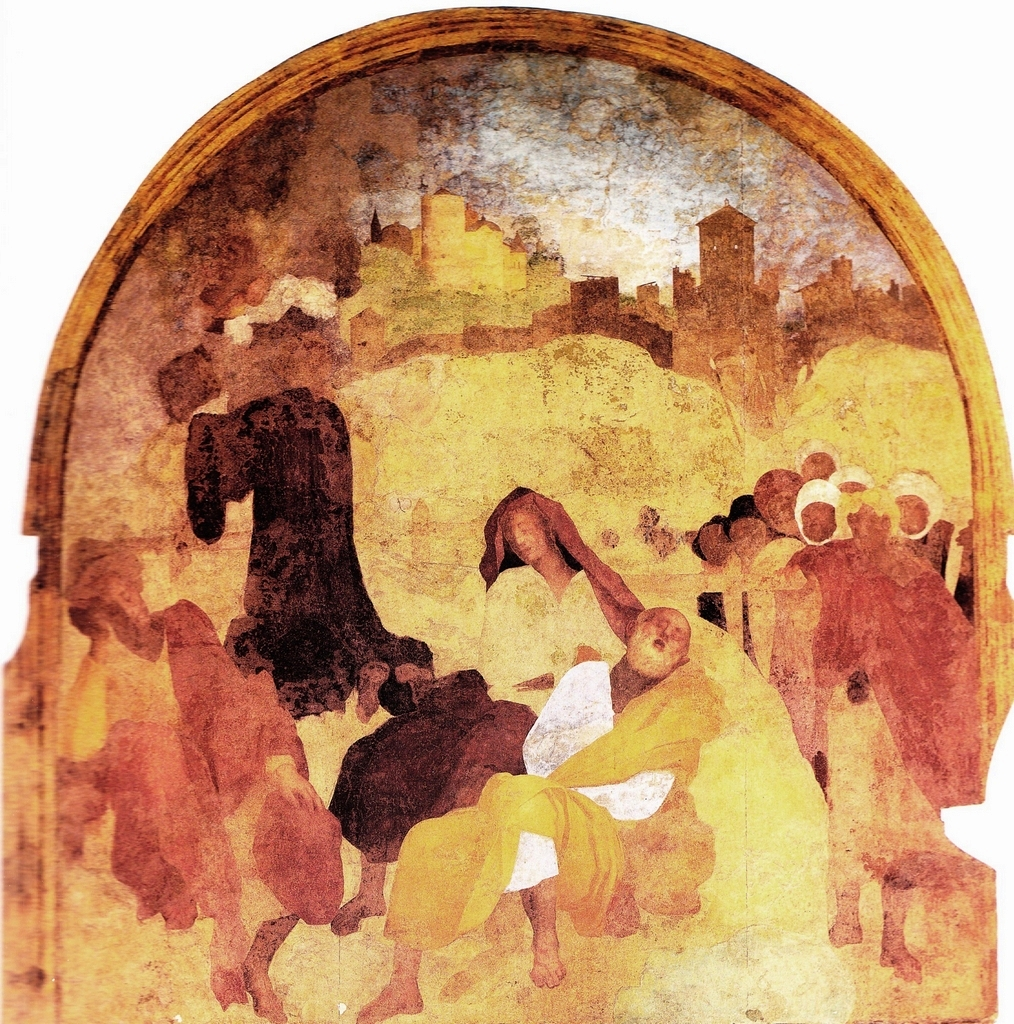
Моление в саду
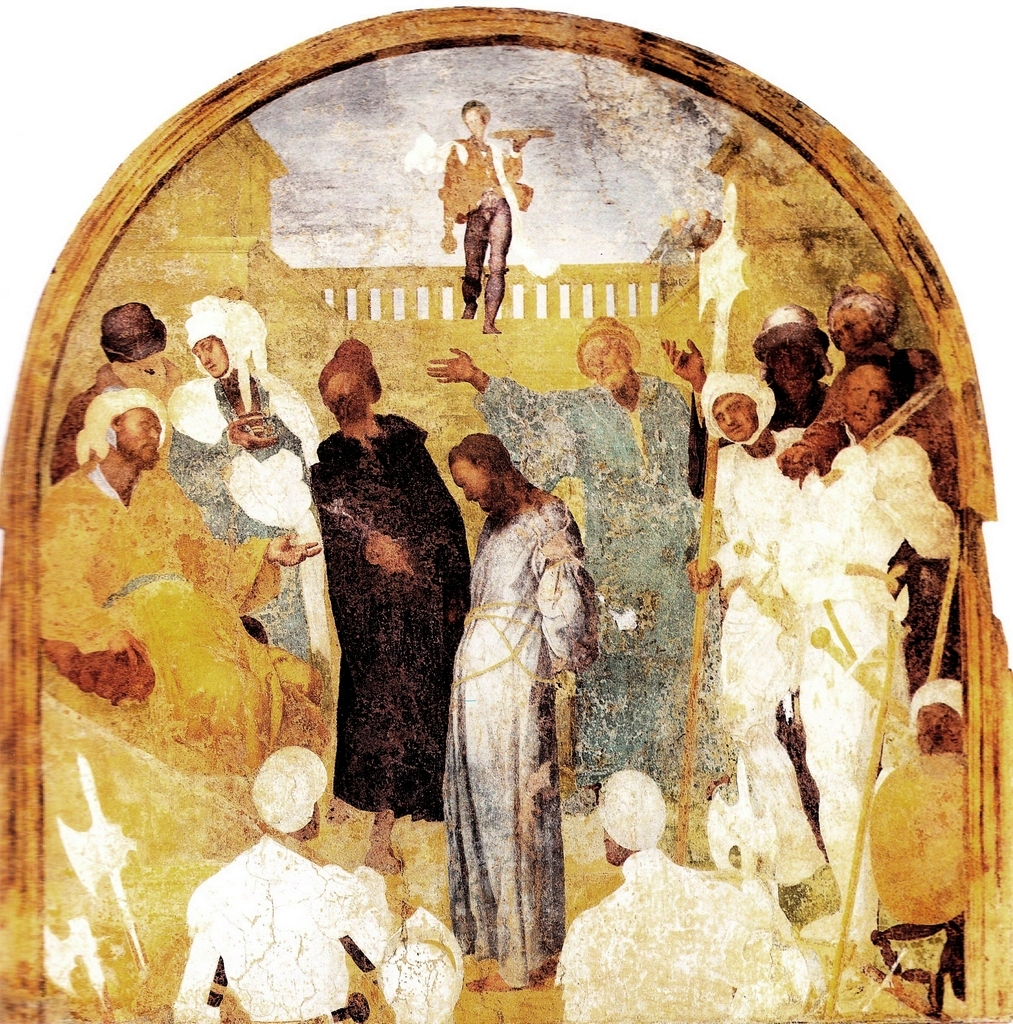
Христос перед Пилатом
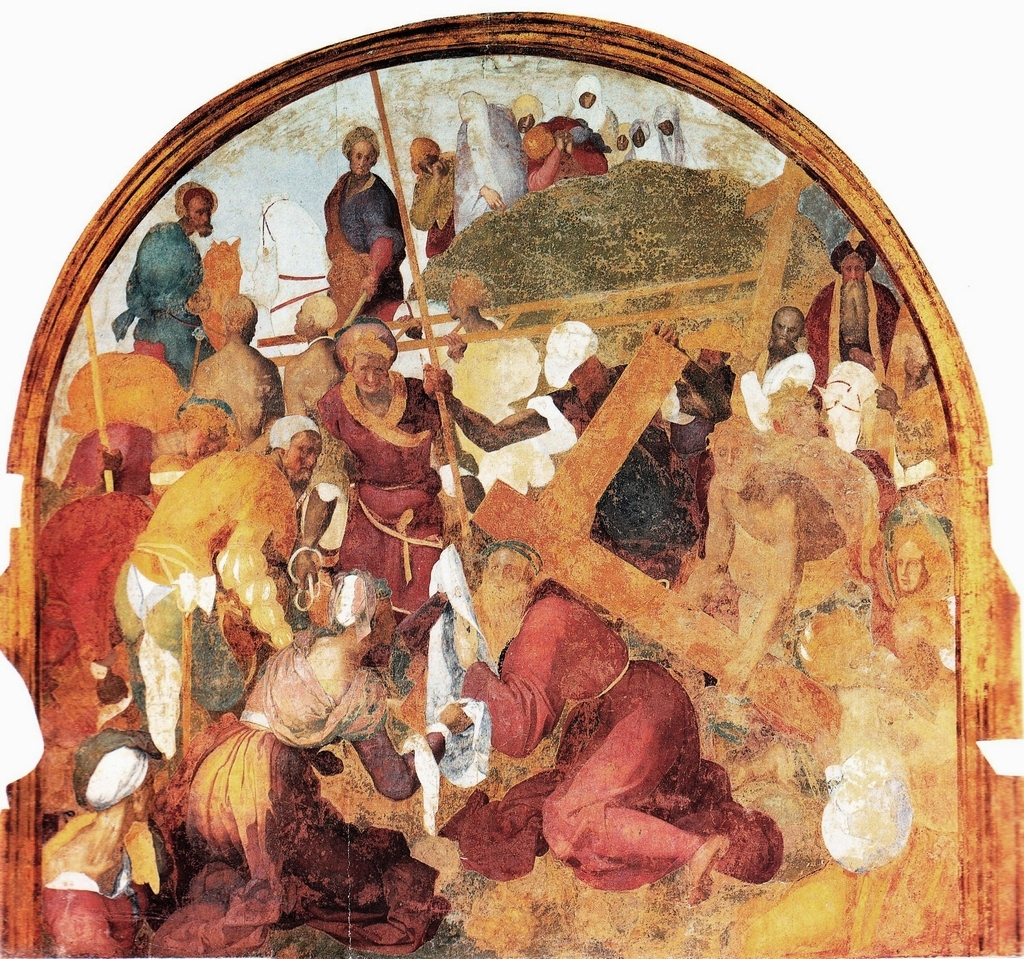
Несение креста
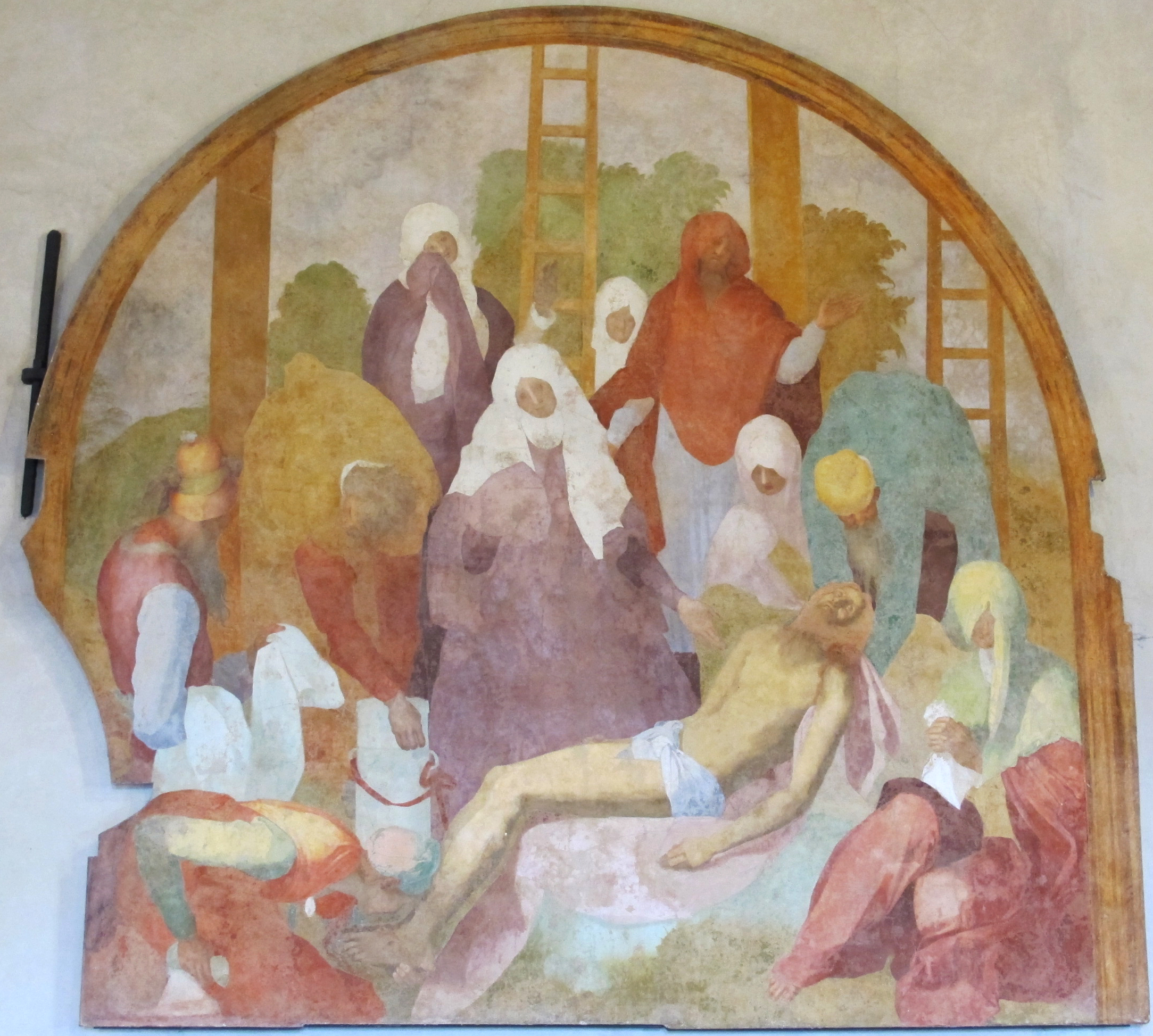
Положение во гроб
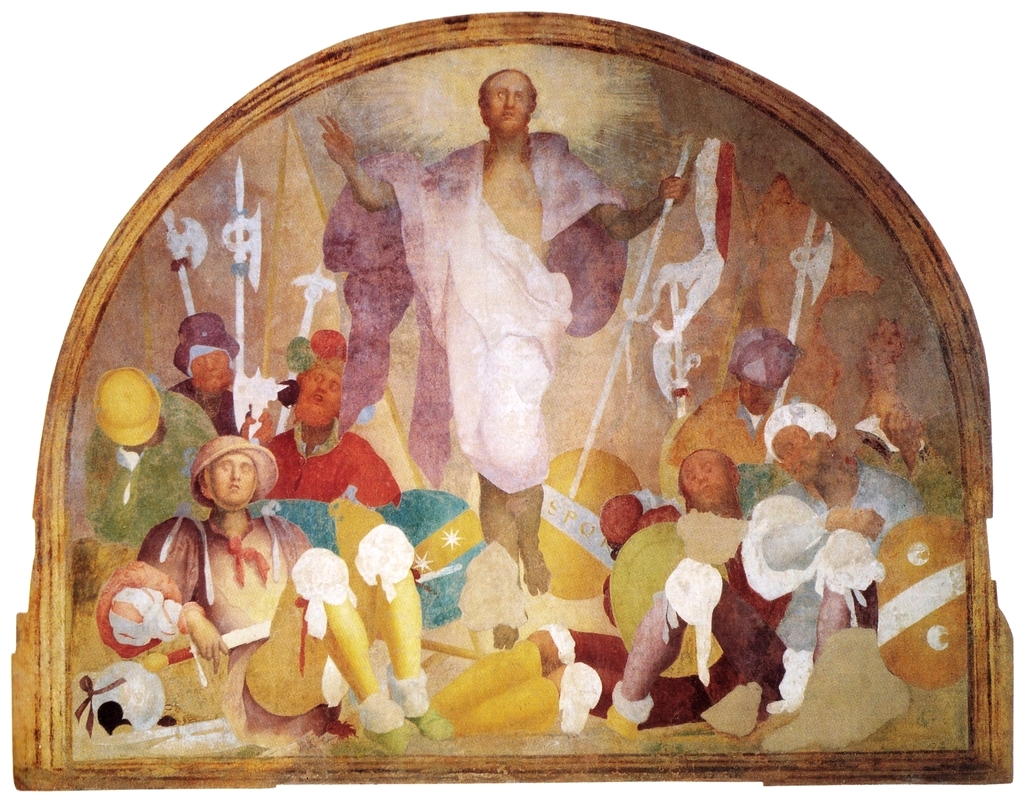
Воскресение